# N1-acetilspermidina
La N1-acetilspermidina è una poliammina. Si pensava costituisse il substrato dell'enzima acetilspermidina deacetilasi. Questa ipotesi è stata successivamente smentita da Marchant e collaboratori che hanno dimostrato come il substrato fosse invece costituito dalla N8-acetilspermidina.